# SC Croat San Pedro
SC Croat San Pedro je nogometni klub hrvatske iseljeničke zajednice iz San Pedra u SAD-u.

## Povijest
Na prijedlog braće Bože i Ive Deranje, a uz pomoć Hrvatsko-Američkog kluba iz San Pedra klub je utemeljen 1967. godine. Prvi predsjednik kluba bio je pok. Ante Huljev, prvi tajnik Ivica Viličić, prvi trener Ivo Deranja, a prvi direktor Božo Deranja.
Najzapaženiji djelatnici iz prvih dana su Josip Mardešić, Ivo Labar, Milan Dominis, pok. Vinko Mardešić, Tom Nell, Vlatko Kolega, Tony Blazević, Mirko Murat, Josip Murat, Vinko Marić, Ivo Knežević, Ivan Živković, Vlado Lonza, Vlado Huljev i mnogi drugi Hrvati San Pedra koji su moralno i materijalno stali iza svojih nogometaša.

## Uspjesi
- 1968./1969. klub osvaja prvo mjesto II. lige grada Los Angelesa, a klub su tada vodili Božo Deranja, Tom Nell, Ivo Labar, Tony Blažević.
- Od 1970. do 1973. klub osvaja jedno prvo i dva druga mjesta u I. ligi grada Los Angelesa. Klub vode Toni Marciolli, Tony Blažević, Miljenko Gotovac i Valentino Hrboka.
- 1975. klub osvaja prvo mjesto bez poraza, a vode ga Valentino Hrboka i Miljenko Gotovac.
- 1983. Stanko Bilaver postaje trener i od tada klub postiže najveće uspjehe u svojoj 40-godišnjoj povijesti.
  - Budweiser cup: 1986., 1987.
  - Prvaci GLASL-a: 1988., 1989., 1990.
  - Pobjednici Kupa Kalifornije: 1988., 1989., 1990.
  - Prvaci Golden West lige: 1991., 1993., 1995., 1996., 1998.
  - Prvaci Los Angeles Municipal lige: 2000., 2001., 2002., 2003., 2004., 2005., 2006.
    - 20. svibnja 2007. godine u finalnoj utakmici s 3:1 pobijedili su Los Angeles Soccer Club i na taj način po osmi put zaredom postali prvaci Los Angeles Municipal lige.
- NK Croat je jedan od klubova utemeljitelja Hrvatskog Nogometnog turnira za Kaliforniju i zapadnu obalu Amerike. Jedini je klub koji je sudjelovao na svim turnirima.  U finalu je igrao 26 puta, a turnir osvojio 12 puta.

## Nastup u Hrvatskoj
SC Croat San Pedro bio je sudionik Prvog svjetskog nogometnog natjecanja hrvatskih iseljenika 2007. i Drugog 2011. godine.
| Europa | Europa |
| --- | --- |
| | |
| Austrija | Tomislavgrad • Busovača • Čelik • Domagoj • Hajduk • Herceg-Bosna • Hrvatski Dom Linz • Lašva • Lašvanska dolina • Plehan • Posavina Baden • Posavina Beč • Raščica • Ravne Brčko |
| | |
| Belgija | NK Kroacia Antwerpen |
| | |
| Francuska | AS Croatia Villefranche |
| | |
| Italija | US Calcio Montemitro • ASD Isola Croata del Molise |
| | |
| Norveška | NK Croatia Oslo |
| | |
| Njemačka | Cro Sokoli • Croatia Berlin • Croatia Bonn • Croatia Essen • Croatia Freiburg • Croatia Gaggenau • Croatia '95 Mainz • Croatia Nürnberg • Croatia 1999 Ratingen • Croatia Reutlingen • Croatia Singen • Marsonia • Posavina • Zagreb • KuSV Zrinski • Bugojno • Croatia Sindelfingen • Croatia-Zagreb • Croatia Bietigheim • Croatia Göttingen • Zagreb 75 • Hajduk Hamburg • Hajduk Kassel                                                              |
| | |
| Rumunjska | Nogometna reprezentacija Hrvata iz Rumunjske |
| | |
| Švedska | Croatia Göteborg • Croatia (Malmö) • Croatia Stockholm • Croatia (Helsingborg) • Slätta Damm/Hajduk • Velebit • Marjan • Mladost • Matija Gubec • Croatia Varnamo • Tomislav Borås |
| | |
| Švicarska | Adria • Alkar • Ban • Bugojno Zug 94 • Croatia Appenzel • Croatia 92 Chur • Croatia Solothurn • Croatia Uzwil • Croatia Zürich • Dinamo Rheinfelden • Dinamo Schaffhausen • Donat • Gorica Zadar • Hajduk • Jadran • Lašvanska Dolina • Marjan • Mladost • Pajde Möhlin • Posavina Basel • Posavina Bern • Posavina Minusio • Rohr • Slavonija • Srednja Bosna • Tomislavgrad • Torcida • Usora • Vaganac • Vitez • Zagreb Arbon • Zagreb Biel • Zrinski |
| | |
| Zajednica hrvatskih klubova u Njemačkoj • Udruga hrvatskih klubova u Švicarskoj • Reprezentacija gradišćanskih Hrvata • Hrvatska nogometna liga Beč | |

| Europa | Europa |
| --- | --- |
| | |
| Austrija | Tomislavgrad • Busovača • Čelik • Domagoj • Hajduk • Herceg-Bosna • Hrvatski Dom Linz • Lašva • Lašvanska dolina • Plehan • Posavina Baden • Posavina Beč • Raščica • Ravne Brčko |
| | |
| Belgija | NK Kroacia Antwerpen |
| | |
| Francuska | AS Croatia Villefranche |
| | |
| Italija | US Calcio Montemitro • ASD Isola Croata del Molise |
| | |
| Norveška | NK Croatia Oslo |
| | |
| Njemačka | Cro Sokoli • Croatia Berlin • Croatia Bonn • Croatia Essen • Croatia Freiburg • Croatia Gaggenau • Croatia '95 Mainz • Croatia Nürnberg • Croatia 1999 Ratingen • Croatia Reutlingen • Croatia Singen • Marsonia • Posavina • Zagreb • KuSV Zrinski • Bugojno • Croatia Sindelfingen • Croatia-Zagreb • Croatia Bietigheim • Croatia Göttingen • Zagreb 75 • Hajduk Hamburg • Hajduk Kassel                                                              |
| | |
| Rumunjska | Nogometna reprezentacija Hrvata iz Rumunjske |
| | |
| Švedska | Croatia Göteborg • Croatia (Malmö) • Croatia Stockholm • Croatia (Helsingborg) • Slätta Damm/Hajduk • Velebit • Marjan • Mladost • Matija Gubec • Croatia Varnamo • Tomislav Borås |
| | |
| Švicarska | Adria • Alkar • Ban • Bugojno Zug 94 • Croatia Appenzel • Croatia 92 Chur • Croatia Solothurn • Croatia Uzwil • Croatia Zürich • Dinamo Rheinfelden • Dinamo Schaffhausen • Donat • Gorica Zadar • Hajduk • Jadran • Lašvanska Dolina • Marjan • Mladost • Pajde Möhlin • Posavina Basel • Posavina Bern • Posavina Minusio • Rohr • Slavonija • Srednja Bosna • Tomislavgrad • Torcida • Usora • Vaganac • Vitez • Zagreb Arbon • Zagreb Biel • Zrinski |
| | |
| Zajednica hrvatskih klubova u Njemačkoj • Udruga hrvatskih klubova u Švicarskoj • Reprezentacija gradišćanskih Hrvata • Hrvatska nogometna liga Beč | |

| Australija i Oceanija                                                                      | Australija i Oceanija |
| ------------------------------------------------------------------------------------------ | --- |
|                                                                                            | |
| Australija                                                                                 | Canberra FC • O'Connor Knights • Sydney Utd. • Hurstville • Luddenham Utd. • South Coast Utd. • Newcastle Jets • Edensor Park • Ljubuski FC • Werrington Croatia • Rocklea Utd. • Gold Coast Knights • Adelaide Raiders • Whyalla Croatia • Adelaide Croatia • Mt Gambier Croatia • Glenorchy Knights • Prospect Knights • Melbourne Knights • St Albans Saints • North Geelong Warriors • Chelsea Hajduk • Strathmore Split • Melbourne Tornado • Irymple Knights • Morwell Dinamo • Gospic Bears • St Albans Vukovar • Mostar Saints • HASK Melbourne • Wendesday Knights • Western Knights • Fremantle Croatia • Gwelup Croatia • Port Hedland Croatia |
|                                                                                            | |
| Novi Zeland                                                                                | Central United Auckland • Auckland City |
|                                                                                            | |
| Hrvatski nogometni savez Australije i Novog Zelanda • Australsko-hrvatski nogometni turnir | |

| Australija i Oceanija                                                                      | Australija i Oceanija |
| ------------------------------------------------------------------------------------------ | --- |
|                                                                                            | |
| Australija                                                                                 | Canberra FC • O'Connor Knights • Sydney Utd. • Hurstville • Luddenham Utd. • South Coast Utd. • Newcastle Jets • Edensor Park • Ljubuski FC • Werrington Croatia • Rocklea Utd. • Gold Coast Knights • Adelaide Raiders • Whyalla Croatia • Adelaide Croatia • Mt Gambier Croatia • Glenorchy Knights • Prospect Knights • Melbourne Knights • St Albans Saints • North Geelong Warriors • Chelsea Hajduk • Strathmore Split • Melbourne Tornado • Irymple Knights • Morwell Dinamo • Gospic Bears • St Albans Vukovar • Mostar Saints • HASK Melbourne • Wendesday Knights • Western Knights • Fremantle Croatia • Gwelup Croatia • Port Hedland Croatia |
|                                                                                            | |
| Novi Zeland                                                                                | Central United Auckland • Auckland City |
|                                                                                            | |
| Hrvatski nogometni savez Australije i Novog Zelanda • Australsko-hrvatski nogometni turnir | |

| Sjeverna Amerika                                                                                       | Sjeverna Amerika |
| --- | --- |
| | |
| Kanada                                                                                                 | Adria Sudbury • London Croatia • NK Croatia Montreal • Croatia Norval • Croatia Toronto • Sault St. Marie Croatia • Croatia Windsor • Dalmacija Streetsville • Edmonton Croatia SC • Hamilton Croatia • Hrvat Kitchener • Hrvat Oakville • Hrvat St. Catharines • NK Hrvatski vitez Oakville • Jadran Ottawa • Karlovac-Velebit Milton • Livno Oakville • NK Maksimir Vancouver • Zagreb Toronto • Winnipeg Croatia SC |
| | |
| SAD | Croat San Pedro • Croatia Cleveland • Croatia Detroit • Croatia New York • Croatian Eagles • Dragovoljac • Hrvat Chicago • RWB Adria • New York Polet • Zrinski |
| | |
| Hrvatski nacionalni nogometni savez Kanade i SAD-a • Hrvatski nacionalni nogometni turnir SAD i Kanade | |

| Sjeverna Amerika                                                                                       | Sjeverna Amerika |
| --- | --- |
| | |
| Kanada                                                                                                 | Adria Sudbury • London Croatia • NK Croatia Montreal • Croatia Norval • Croatia Toronto • Sault St. Marie Croatia • Croatia Windsor • Dalmacija Streetsville • Edmonton Croatia SC • Hamilton Croatia • Hrvat Kitchener • Hrvat Oakville • Hrvat St. Catharines • NK Hrvatski vitez Oakville • Jadran Ottawa • Karlovac-Velebit Milton • Livno Oakville • NK Maksimir Vancouver • Zagreb Toronto • Winnipeg Croatia SC |
| | |
| SAD | Croat San Pedro • Croatia Cleveland • Croatia Detroit • Croatia New York • Croatian Eagles • Dragovoljac • Hrvat Chicago • RWB Adria • New York Polet • Zrinski |
| | |
| Hrvatski nacionalni nogometni savez Kanade i SAD-a • Hrvatski nacionalni nogometni turnir SAD i Kanade | |

| Južna Amerika | Južna Amerika               |
| ------------- | --------------------------- |
|               |                             |
| Argentina     | HŠK Deportivo Croata        |
|               |                             |
| Čile          | Club Deportivo Sokol Croata |

| Južna Amerika | Južna Amerika               |
| ------------- | --------------------------- |
|               |                             |
| Argentina     | HŠK Deportivo Croata        |
|               |                             |
| Čile          | Club Deportivo Sokol Croata |

| Europa | Europa |
| --- | --- |
| | |
| Austrija | Tomislavgrad • Busovača • Čelik • Domagoj • Hajduk • Herceg-Bosna • Hrvatski Dom Linz • Lašva • Lašvanska dolina • Plehan • Posavina Baden • Posavina Beč • Raščica • Ravne Brčko |
| | |
| Belgija | NK Kroacia Antwerpen |
| | |
| Francuska | AS Croatia Villefranche |
| | |
| Italija | US Calcio Montemitro • ASD Isola Croata del Molise |
| | |
| Norveška | NK Croatia Oslo |
| | |
| Njemačka | Cro Sokoli • Croatia Berlin • Croatia Bonn • Croatia Essen • Croatia Freiburg • Croatia Gaggenau • Croatia '95 Mainz • Croatia Nürnberg • Croatia 1999 Ratingen • Croatia Reutlingen • Croatia Singen • Marsonia • Posavina • Zagreb • KuSV Zrinski • Bugojno • Croatia Sindelfingen • Croatia-Zagreb • Croatia Bietigheim • Croatia Göttingen • Zagreb 75 • Hajduk Hamburg • Hajduk Kassel                                                              |
| | |
| Rumunjska | Nogometna reprezentacija Hrvata iz Rumunjske |
| | |
| Švedska | Croatia Göteborg • Croatia (Malmö) • Croatia Stockholm • Croatia (Helsingborg) • Slätta Damm/Hajduk • Velebit • Marjan • Mladost • Matija Gubec • Croatia Varnamo • Tomislav Borås |
| | |
| Švicarska | Adria • Alkar • Ban • Bugojno Zug 94 • Croatia Appenzel • Croatia 92 Chur • Croatia Solothurn • Croatia Uzwil • Croatia Zürich • Dinamo Rheinfelden • Dinamo Schaffhausen • Donat • Gorica Zadar • Hajduk • Jadran • Lašvanska Dolina • Marjan • Mladost • Pajde Möhlin • Posavina Basel • Posavina Bern • Posavina Minusio • Rohr • Slavonija • Srednja Bosna • Tomislavgrad • Torcida • Usora • Vaganac • Vitez • Zagreb Arbon • Zagreb Biel • Zrinski |
| | |
| Zajednica hrvatskih klubova u Njemačkoj • Udruga hrvatskih klubova u Švicarskoj • Reprezentacija gradišćanskih Hrvata • Hrvatska nogometna liga Beč | |

| Europa | Europa |
| --- | --- |
| | |
| Austrija | Tomislavgrad • Busovača • Čelik • Domagoj • Hajduk • Herceg-Bosna • Hrvatski Dom Linz • Lašva • Lašvanska dolina • Plehan • Posavina Baden • Posavina Beč • Raščica • Ravne Brčko |
| | |
| Belgija | NK Kroacia Antwerpen |
| | |
| Francuska | AS Croatia Villefranche |
| | |
| Italija | US Calcio Montemitro • ASD Isola Croata del Molise |
| | |
| Norveška | NK Croatia Oslo |
| | |
| Njemačka | Cro Sokoli • Croatia Berlin • Croatia Bonn • Croatia Essen • Croatia Freiburg • Croatia Gaggenau • Croatia '95 Mainz • Croatia Nürnberg • Croatia 1999 Ratingen • Croatia Reutlingen • Croatia Singen • Marsonia • Posavina • Zagreb • KuSV Zrinski • Bugojno • Croatia Sindelfingen • Croatia-Zagreb • Croatia Bietigheim • Croatia Göttingen • Zagreb 75 • Hajduk Hamburg • Hajduk Kassel                                                              |
| | |
| Rumunjska | Nogometna reprezentacija Hrvata iz Rumunjske |
| | |
| Švedska | Croatia Göteborg • Croatia (Malmö) • Croatia Stockholm • Croatia (Helsingborg) • Slätta Damm/Hajduk • Velebit • Marjan • Mladost • Matija Gubec • Croatia Varnamo • Tomislav Borås |
| | |
| Švicarska | Adria • Alkar • Ban • Bugojno Zug 94 • Croatia Appenzel • Croatia 92 Chur • Croatia Solothurn • Croatia Uzwil • Croatia Zürich • Dinamo Rheinfelden • Dinamo Schaffhausen • Donat • Gorica Zadar • Hajduk • Jadran • Lašvanska Dolina • Marjan • Mladost • Pajde Möhlin • Posavina Basel • Posavina Bern • Posavina Minusio • Rohr • Slavonija • Srednja Bosna • Tomislavgrad • Torcida • Usora • Vaganac • Vitez • Zagreb Arbon • Zagreb Biel • Zrinski |
| | |
| Zajednica hrvatskih klubova u Njemačkoj • Udruga hrvatskih klubova u Švicarskoj • Reprezentacija gradišćanskih Hrvata • Hrvatska nogometna liga Beč | |

| Australija i Oceanija                                                                      | Australija i Oceanija |
| ------------------------------------------------------------------------------------------ | --- |
|                                                                                            | |
| Australija                                                                                 | Canberra FC • O'Connor Knights • Sydney Utd. • Hurstville • Luddenham Utd. • South Coast Utd. • Newcastle Jets • Edensor Park • Ljubuski FC • Werrington Croatia • Rocklea Utd. • Gold Coast Knights • Adelaide Raiders • Whyalla Croatia • Adelaide Croatia • Mt Gambier Croatia • Glenorchy Knights • Prospect Knights • Melbourne Knights • St Albans Saints • North Geelong Warriors • Chelsea Hajduk • Strathmore Split • Melbourne Tornado • Irymple Knights • Morwell Dinamo • Gospic Bears • St Albans Vukovar • Mostar Saints • HASK Melbourne • Wendesday Knights • Western Knights • Fremantle Croatia • Gwelup Croatia • Port Hedland Croatia |
|                                                                                            | |
| Novi Zeland                                                                                | Central United Auckland • Auckland City |
|                                                                                            | |
| Hrvatski nogometni savez Australije i Novog Zelanda • Australsko-hrvatski nogometni turnir | |

| Australija i Oceanija                                                                      | Australija i Oceanija |
| ------------------------------------------------------------------------------------------ | --- |
|                                                                                            | |
| Australija                                                                                 | Canberra FC • O'Connor Knights • Sydney Utd. • Hurstville • Luddenham Utd. • South Coast Utd. • Newcastle Jets • Edensor Park • Ljubuski FC • Werrington Croatia • Rocklea Utd. • Gold Coast Knights • Adelaide Raiders • Whyalla Croatia • Adelaide Croatia • Mt Gambier Croatia • Glenorchy Knights • Prospect Knights • Melbourne Knights • St Albans Saints • North Geelong Warriors • Chelsea Hajduk • Strathmore Split • Melbourne Tornado • Irymple Knights • Morwell Dinamo • Gospic Bears • St Albans Vukovar • Mostar Saints • HASK Melbourne • Wendesday Knights • Western Knights • Fremantle Croatia • Gwelup Croatia • Port Hedland Croatia |
|                                                                                            | |
| Novi Zeland                                                                                | Central United Auckland • Auckland City |
|                                                                                            | |
| Hrvatski nogometni savez Australije i Novog Zelanda • Australsko-hrvatski nogometni turnir | |

| Sjeverna Amerika                                                                                       | Sjeverna Amerika |
| --- | --- |
| | |
| Kanada                                                                                                 | Adria Sudbury • London Croatia • NK Croatia Montreal • Croatia Norval • Croatia Toronto • Sault St. Marie Croatia • Croatia Windsor • Dalmacija Streetsville • Edmonton Croatia SC • Hamilton Croatia • Hrvat Kitchener • Hrvat Oakville • Hrvat St. Catharines • NK Hrvatski vitez Oakville • Jadran Ottawa • Karlovac-Velebit Milton • Livno Oakville • NK Maksimir Vancouver • Zagreb Toronto • Winnipeg Croatia SC |
| | |
| SAD | Croat San Pedro • Croatia Cleveland • Croatia Detroit • Croatia New York • Croatian Eagles • Dragovoljac • Hrvat Chicago • RWB Adria • New York Polet • Zrinski |
| | |
| Hrvatski nacionalni nogometni savez Kanade i SAD-a • Hrvatski nacionalni nogometni turnir SAD i Kanade | |

| Sjeverna Amerika                                                                                       | Sjeverna Amerika |
| --- | --- |
| | |
| Kanada                                                                                                 | Adria Sudbury • London Croatia • NK Croatia Montreal • Croatia Norval • Croatia Toronto • Sault St. Marie Croatia • Croatia Windsor • Dalmacija Streetsville • Edmonton Croatia SC • Hamilton Croatia • Hrvat Kitchener • Hrvat Oakville • Hrvat St. Catharines • NK Hrvatski vitez Oakville • Jadran Ottawa • Karlovac-Velebit Milton • Livno Oakville • NK Maksimir Vancouver • Zagreb Toronto • Winnipeg Croatia SC |
| | |
| SAD | Croat San Pedro • Croatia Cleveland • Croatia Detroit • Croatia New York • Croatian Eagles • Dragovoljac • Hrvat Chicago • RWB Adria • New York Polet • Zrinski |
| | |
| Hrvatski nacionalni nogometni savez Kanade i SAD-a • Hrvatski nacionalni nogometni turnir SAD i Kanade | |

| Južna Amerika | Južna Amerika               |
| ------------- | --------------------------- |
|               |                             |
| Argentina     | HŠK Deportivo Croata        |
|               |                             |
| Čile          | Club Deportivo Sokol Croata |

| Južna Amerika | Južna Amerika               |
| ------------- | --------------------------- |
|               |                             |
| Argentina     | HŠK Deportivo Croata        |
|               |                             |
| Čile          | Club Deportivo Sokol Croata |

| Europa | Europa |
| --- | --- |
| | |
| Austrija | Tomislavgrad • Busovača • Čelik • Domagoj • Hajduk • Herceg-Bosna • Hrvatski Dom Linz • Lašva • Lašvanska dolina • Plehan • Posavina Baden • Posavina Beč • Raščica • Ravne Brčko |
| | |
| Belgija | NK Kroacia Antwerpen |
| | |
| Francuska | AS Croatia Villefranche |
| | |
| Italija | US Calcio Montemitro • ASD Isola Croata del Molise |
| | |
| Norveška | NK Croatia Oslo |
| | |
| Njemačka | Cro Sokoli • Croatia Berlin • Croatia Bonn • Croatia Essen • Croatia Freiburg • Croatia Gaggenau • Croatia '95 Mainz • Croatia Nürnberg • Croatia 1999 Ratingen • Croatia Reutlingen • Croatia Singen • Marsonia • Posavina • Zagreb • KuSV Zrinski • Bugojno • Croatia Sindelfingen • Croatia-Zagreb • Croatia Bietigheim • Croatia Göttingen • Zagreb 75 • Hajduk Hamburg • Hajduk Kassel                                                              |
| | |
| Rumunjska | Nogometna reprezentacija Hrvata iz Rumunjske |
| | |
| Švedska | Croatia Göteborg • Croatia (Malmö) • Croatia Stockholm • Croatia (Helsingborg) • Slätta Damm/Hajduk • Velebit • Marjan • Mladost • Matija Gubec • Croatia Varnamo • Tomislav Borås |
| | |
| Švicarska | Adria • Alkar • Ban • Bugojno Zug 94 • Croatia Appenzel • Croatia 92 Chur • Croatia Solothurn • Croatia Uzwil • Croatia Zürich • Dinamo Rheinfelden • Dinamo Schaffhausen • Donat • Gorica Zadar • Hajduk • Jadran • Lašvanska Dolina • Marjan • Mladost • Pajde Möhlin • Posavina Basel • Posavina Bern • Posavina Minusio • Rohr • Slavonija • Srednja Bosna • Tomislavgrad • Torcida • Usora • Vaganac • Vitez • Zagreb Arbon • Zagreb Biel • Zrinski |
| | |
| Zajednica hrvatskih klubova u Njemačkoj • Udruga hrvatskih klubova u Švicarskoj • Reprezentacija gradišćanskih Hrvata • Hrvatska nogometna liga Beč | |

| Europa | Europa |
| --- | --- |
| | |
| Austrija | Tomislavgrad • Busovača • Čelik • Domagoj • Hajduk • Herceg-Bosna • Hrvatski Dom Linz • Lašva • Lašvanska dolina • Plehan • Posavina Baden • Posavina Beč • Raščica • Ravne Brčko |
| | |
| Belgija | NK Kroacia Antwerpen |
| | |
| Francuska | AS Croatia Villefranche |
| | |
| Italija | US Calcio Montemitro • ASD Isola Croata del Molise |
| | |
| Norveška | NK Croatia Oslo |
| | |
| Njemačka | Cro Sokoli • Croatia Berlin • Croatia Bonn • Croatia Essen • Croatia Freiburg • Croatia Gaggenau • Croatia '95 Mainz • Croatia Nürnberg • Croatia 1999 Ratingen • Croatia Reutlingen • Croatia Singen • Marsonia • Posavina • Zagreb • KuSV Zrinski • Bugojno • Croatia Sindelfingen • Croatia-Zagreb • Croatia Bietigheim • Croatia Göttingen • Zagreb 75 • Hajduk Hamburg • Hajduk Kassel                                                              |
| | |
| Rumunjska | Nogometna reprezentacija Hrvata iz Rumunjske |
| | |
| Švedska | Croatia Göteborg • Croatia (Malmö) • Croatia Stockholm • Croatia (Helsingborg) • Slätta Damm/Hajduk • Velebit • Marjan • Mladost • Matija Gubec • Croatia Varnamo • Tomislav Borås |
| | |
| Švicarska | Adria • Alkar • Ban • Bugojno Zug 94 • Croatia Appenzel • Croatia 92 Chur • Croatia Solothurn • Croatia Uzwil • Croatia Zürich • Dinamo Rheinfelden • Dinamo Schaffhausen • Donat • Gorica Zadar • Hajduk • Jadran • Lašvanska Dolina • Marjan • Mladost • Pajde Möhlin • Posavina Basel • Posavina Bern • Posavina Minusio • Rohr • Slavonija • Srednja Bosna • Tomislavgrad • Torcida • Usora • Vaganac • Vitez • Zagreb Arbon • Zagreb Biel • Zrinski |
| | |
| Zajednica hrvatskih klubova u Njemačkoj • Udruga hrvatskih klubova u Švicarskoj • Reprezentacija gradišćanskih Hrvata • Hrvatska nogometna liga Beč | |

| Australija i Oceanija                                                                      | Australija i Oceanija |
| ------------------------------------------------------------------------------------------ | --- |
|                                                                                            | |
| Australija                                                                                 | Canberra FC • O'Connor Knights • Sydney Utd. • Hurstville • Luddenham Utd. • South Coast Utd. • Newcastle Jets • Edensor Park • Ljubuski FC • Werrington Croatia • Rocklea Utd. • Gold Coast Knights • Adelaide Raiders • Whyalla Croatia • Adelaide Croatia • Mt Gambier Croatia • Glenorchy Knights • Prospect Knights • Melbourne Knights • St Albans Saints • North Geelong Warriors • Chelsea Hajduk • Strathmore Split • Melbourne Tornado • Irymple Knights • Morwell Dinamo • Gospic Bears • St Albans Vukovar • Mostar Saints • HASK Melbourne • Wendesday Knights • Western Knights • Fremantle Croatia • Gwelup Croatia • Port Hedland Croatia |
|                                                                                            | |
| Novi Zeland                                                                                | Central United Auckland • Auckland City |
|                                                                                            | |
| Hrvatski nogometni savez Australije i Novog Zelanda • Australsko-hrvatski nogometni turnir | |

| Australija i Oceanija                                                                      | Australija i Oceanija |
| ------------------------------------------------------------------------------------------ | --- |
|                                                                                            | |
| Australija                                                                                 | Canberra FC • O'Connor Knights • Sydney Utd. • Hurstville • Luddenham Utd. • South Coast Utd. • Newcastle Jets • Edensor Park • Ljubuski FC • Werrington Croatia • Rocklea Utd. • Gold Coast Knights • Adelaide Raiders • Whyalla Croatia • Adelaide Croatia • Mt Gambier Croatia • Glenorchy Knights • Prospect Knights • Melbourne Knights • St Albans Saints • North Geelong Warriors • Chelsea Hajduk • Strathmore Split • Melbourne Tornado • Irymple Knights • Morwell Dinamo • Gospic Bears • St Albans Vukovar • Mostar Saints • HASK Melbourne • Wendesday Knights • Western Knights • Fremantle Croatia • Gwelup Croatia • Port Hedland Croatia |
|                                                                                            | |
| Novi Zeland                                                                                | Central United Auckland • Auckland City |
|                                                                                            | |
| Hrvatski nogometni savez Australije i Novog Zelanda • Australsko-hrvatski nogometni turnir | |

| Sjeverna Amerika                                                                                       | Sjeverna Amerika |
| --- | --- |
| | |
| Kanada                                                                                                 | Adria Sudbury • London Croatia • NK Croatia Montreal • Croatia Norval • Croatia Toronto • Sault St. Marie Croatia • Croatia Windsor • Dalmacija Streetsville • Edmonton Croatia SC • Hamilton Croatia • Hrvat Kitchener • Hrvat Oakville • Hrvat St. Catharines • NK Hrvatski vitez Oakville • Jadran Ottawa • Karlovac-Velebit Milton • Livno Oakville • NK Maksimir Vancouver • Zagreb Toronto • Winnipeg Croatia SC |
| | |
| SAD | Croat San Pedro • Croatia Cleveland • Croatia Detroit • Croatia New York • Croatian Eagles • Dragovoljac • Hrvat Chicago • RWB Adria • New York Polet • Zrinski |
| | |
| Hrvatski nacionalni nogometni savez Kanade i SAD-a • Hrvatski nacionalni nogometni turnir SAD i Kanade | |

| Sjeverna Amerika                                                                                       | Sjeverna Amerika |
| --- | --- |
| | |
| Kanada                                                                                                 | Adria Sudbury • London Croatia • NK Croatia Montreal • Croatia Norval • Croatia Toronto • Sault St. Marie Croatia • Croatia Windsor • Dalmacija Streetsville • Edmonton Croatia SC • Hamilton Croatia • Hrvat Kitchener • Hrvat Oakville • Hrvat St. Catharines • NK Hrvatski vitez Oakville • Jadran Ottawa • Karlovac-Velebit Milton • Livno Oakville • NK Maksimir Vancouver • Zagreb Toronto • Winnipeg Croatia SC |
| | |
| SAD | Croat San Pedro • Croatia Cleveland • Croatia Detroit • Croatia New York • Croatian Eagles • Dragovoljac • Hrvat Chicago • RWB Adria • New York Polet • Zrinski |
| | |
| Hrvatski nacionalni nogometni savez Kanade i SAD-a • Hrvatski nacionalni nogometni turnir SAD i Kanade | |

| Južna Amerika | Južna Amerika               |
| ------------- | --------------------------- |
|               |                             |
| Argentina     | HŠK Deportivo Croata        |
|               |                             |
| Čile          | Club Deportivo Sokol Croata |

| Južna Amerika | Južna Amerika               |
| ------------- | --------------------------- |
|               |                             |
| Argentina     | HŠK Deportivo Croata        |
|               |                             |
| Čile          | Club Deportivo Sokol Croata |

| Europa | Europa |
| --- | --- |
| | |
| Austrija | Tomislavgrad • Busovača • Čelik • Domagoj • Hajduk • Herceg-Bosna • Hrvatski Dom Linz • Lašva • Lašvanska dolina • Plehan • Posavina Baden • Posavina Beč • Raščica • Ravne Brčko |
| | |
| Belgija | NK Kroacia Antwerpen |
| | |
| Francuska | AS Croatia Villefranche |
| | |
| Italija | US Calcio Montemitro • ASD Isola Croata del Molise |
| | |
| Norveška | NK Croatia Oslo |
| | |
| Njemačka | Cro Sokoli • Croatia Berlin • Croatia Bonn • Croatia Essen • Croatia Freiburg • Croatia Gaggenau • Croatia '95 Mainz • Croatia Nürnberg • Croatia 1999 Ratingen • Croatia Reutlingen • Croatia Singen • Marsonia • Posavina • Zagreb • KuSV Zrinski • Bugojno • Croatia Sindelfingen • Croatia-Zagreb • Croatia Bietigheim • Croatia Göttingen • Zagreb 75 • Hajduk Hamburg • Hajduk Kassel                                                              |
| | |
| Rumunjska | Nogometna reprezentacija Hrvata iz Rumunjske |
| | |
| Švedska | Croatia Göteborg • Croatia (Malmö) • Croatia Stockholm • Croatia (Helsingborg) • Slätta Damm/Hajduk • Velebit • Marjan • Mladost • Matija Gubec • Croatia Varnamo • Tomislav Borås |
| | |
| Švicarska | Adria • Alkar • Ban • Bugojno Zug 94 • Croatia Appenzel • Croatia 92 Chur • Croatia Solothurn • Croatia Uzwil • Croatia Zürich • Dinamo Rheinfelden • Dinamo Schaffhausen • Donat • Gorica Zadar • Hajduk • Jadran • Lašvanska Dolina • Marjan • Mladost • Pajde Möhlin • Posavina Basel • Posavina Bern • Posavina Minusio • Rohr • Slavonija • Srednja Bosna • Tomislavgrad • Torcida • Usora • Vaganac • Vitez • Zagreb Arbon • Zagreb Biel • Zrinski |
| | |
| Zajednica hrvatskih klubova u Njemačkoj • Udruga hrvatskih klubova u Švicarskoj • Reprezentacija gradišćanskih Hrvata • Hrvatska nogometna liga Beč | |

| Europa | Europa |
| --- | --- |
| | |
| Austrija | Tomislavgrad • Busovača • Čelik • Domagoj • Hajduk • Herceg-Bosna • Hrvatski Dom Linz • Lašva • Lašvanska dolina • Plehan • Posavina Baden • Posavina Beč • Raščica • Ravne Brčko |
| | |
| Belgija | NK Kroacia Antwerpen |
| | |
| Francuska | AS Croatia Villefranche |
| | |
| Italija | US Calcio Montemitro • ASD Isola Croata del Molise |
| | |
| Norveška | NK Croatia Oslo |
| | |
| Njemačka | Cro Sokoli • Croatia Berlin • Croatia Bonn • Croatia Essen • Croatia Freiburg • Croatia Gaggenau • Croatia '95 Mainz • Croatia Nürnberg • Croatia 1999 Ratingen • Croatia Reutlingen • Croatia Singen • Marsonia • Posavina • Zagreb • KuSV Zrinski • Bugojno • Croatia Sindelfingen • Croatia-Zagreb • Croatia Bietigheim • Croatia Göttingen • Zagreb 75 • Hajduk Hamburg • Hajduk Kassel                                                              |
| | |
| Rumunjska | Nogometna reprezentacija Hrvata iz Rumunjske |
| | |
| Švedska | Croatia Göteborg • Croatia (Malmö) • Croatia Stockholm • Croatia (Helsingborg) • Slätta Damm/Hajduk • Velebit • Marjan • Mladost • Matija Gubec • Croatia Varnamo • Tomislav Borås |
| | |
| Švicarska | Adria • Alkar • Ban • Bugojno Zug 94 • Croatia Appenzel • Croatia 92 Chur • Croatia Solothurn • Croatia Uzwil • Croatia Zürich • Dinamo Rheinfelden • Dinamo Schaffhausen • Donat • Gorica Zadar • Hajduk • Jadran • Lašvanska Dolina • Marjan • Mladost • Pajde Möhlin • Posavina Basel • Posavina Bern • Posavina Minusio • Rohr • Slavonija • Srednja Bosna • Tomislavgrad • Torcida • Usora • Vaganac • Vitez • Zagreb Arbon • Zagreb Biel • Zrinski |
| | |
| Zajednica hrvatskih klubova u Njemačkoj • Udruga hrvatskih klubova u Švicarskoj • Reprezentacija gradišćanskih Hrvata • Hrvatska nogometna liga Beč | |

| Australija i Oceanija                                                                      | Australija i Oceanija |
| ------------------------------------------------------------------------------------------ | --- |
|                                                                                            | |
| Australija                                                                                 | Canberra FC • O'Connor Knights • Sydney Utd. • Hurstville • Luddenham Utd. • South Coast Utd. • Newcastle Jets • Edensor Park • Ljubuski FC • Werrington Croatia • Rocklea Utd. • Gold Coast Knights • Adelaide Raiders • Whyalla Croatia • Adelaide Croatia • Mt Gambier Croatia • Glenorchy Knights • Prospect Knights • Melbourne Knights • St Albans Saints • North Geelong Warriors • Chelsea Hajduk • Strathmore Split • Melbourne Tornado • Irymple Knights • Morwell Dinamo • Gospic Bears • St Albans Vukovar • Mostar Saints • HASK Melbourne • Wendesday Knights • Western Knights • Fremantle Croatia • Gwelup Croatia • Port Hedland Croatia |
|                                                                                            | |
| Novi Zeland                                                                                | Central United Auckland • Auckland City |
|                                                                                            | |
| Hrvatski nogometni savez Australije i Novog Zelanda • Australsko-hrvatski nogometni turnir | |

| Australija i Oceanija                                                                      | Australija i Oceanija |
| ------------------------------------------------------------------------------------------ | --- |
|                                                                                            | |
| Australija                                                                                 | Canberra FC • O'Connor Knights • Sydney Utd. • Hurstville • Luddenham Utd. • South Coast Utd. • Newcastle Jets • Edensor Park • Ljubuski FC • Werrington Croatia • Rocklea Utd. • Gold Coast Knights • Adelaide Raiders • Whyalla Croatia • Adelaide Croatia • Mt Gambier Croatia • Glenorchy Knights • Prospect Knights • Melbourne Knights • St Albans Saints • North Geelong Warriors • Chelsea Hajduk • Strathmore Split • Melbourne Tornado • Irymple Knights • Morwell Dinamo • Gospic Bears • St Albans Vukovar • Mostar Saints • HASK Melbourne • Wendesday Knights • Western Knights • Fremantle Croatia • Gwelup Croatia • Port Hedland Croatia |
|                                                                                            | |
| Novi Zeland                                                                                | Central United Auckland • Auckland City |
|                                                                                            | |
| Hrvatski nogometni savez Australije i Novog Zelanda • Australsko-hrvatski nogometni turnir | |

| Sjeverna Amerika                                                                                       | Sjeverna Amerika |
| --- | --- |
| | |
| Kanada                                                                                                 | Adria Sudbury • London Croatia • NK Croatia Montreal • Croatia Norval • Croatia Toronto • Sault St. Marie Croatia • Croatia Windsor • Dalmacija Streetsville • Edmonton Croatia SC • Hamilton Croatia • Hrvat Kitchener • Hrvat Oakville • Hrvat St. Catharines • NK Hrvatski vitez Oakville • Jadran Ottawa • Karlovac-Velebit Milton • Livno Oakville • NK Maksimir Vancouver • Zagreb Toronto • Winnipeg Croatia SC |
| | |
| SAD | Croat San Pedro • Croatia Cleveland • Croatia Detroit • Croatia New York • Croatian Eagles • Dragovoljac • Hrvat Chicago • RWB Adria • New York Polet • Zrinski |
| | |
| Hrvatski nacionalni nogometni savez Kanade i SAD-a • Hrvatski nacionalni nogometni turnir SAD i Kanade | |

| Sjeverna Amerika                                                                                       | Sjeverna Amerika |
| --- | --- |
| | |
| Kanada                                                                                                 | Adria Sudbury • London Croatia • NK Croatia Montreal • Croatia Norval • Croatia Toronto • Sault St. Marie Croatia • Croatia Windsor • Dalmacija Streetsville • Edmonton Croatia SC • Hamilton Croatia • Hrvat Kitchener • Hrvat Oakville • Hrvat St. Catharines • NK Hrvatski vitez Oakville • Jadran Ottawa • Karlovac-Velebit Milton • Livno Oakville • NK Maksimir Vancouver • Zagreb Toronto • Winnipeg Croatia SC |
| | |
| SAD | Croat San Pedro • Croatia Cleveland • Croatia Detroit • Croatia New York • Croatian Eagles • Dragovoljac • Hrvat Chicago • RWB Adria • New York Polet • Zrinski |
| | |
| Hrvatski nacionalni nogometni savez Kanade i SAD-a • Hrvatski nacionalni nogometni turnir SAD i Kanade | |

| Južna Amerika | Južna Amerika               |
| ------------- | --------------------------- |
|               |                             |
| Argentina     | HŠK Deportivo Croata        |
|               |                             |
| Čile          | Club Deportivo Sokol Croata |

| Južna Amerika | Južna Amerika               |
| ------------- | --------------------------- |
|               |                             |
| Argentina     | HŠK Deportivo Croata        |
|               |                             |
| Čile          | Club Deportivo Sokol Croata |